# VTR (Chile)
VTR (acrónimo de Vía Trans Radio Chilena, antes conocida como VTR Banda Ancha y VTR Cablexpress/Hipercable) es una empresa chilena de telecomunicaciones que ofrece servicios de televisión por cable, IPTV, telefonía fija, Fibra óptica, acceso a Internet y telefonía móvil. Junto con Claro Chile es propiedad de la multinacional América Móvil
Además de sus actividades principales, opera el carrier de larga distancia 111, ofrece un servicio de contenidos bajo demanda (VTR+, antes VTR On Demand), y una plataforma over-the-top que permite acceder vía streaming a los canales disponibles en su servicio, VTR Play. 
A lo largo de sus casi 100 años de historia, la compañía ha enfrentado numerosos procesos de cambios de estrategia de negocio, propiedad y fusiones-adquisiciones: bajo el control del Grupo Luksic entre 1980 y 2000, VTR se centró en servicios de larga distancia y la naciente telefonía móvil, negocio que vendería a su socio CTC a finales de los 90. Tras la masificación de la televisión por cable en Chile a inicios de la década de 2000, la compañía se fusionó con múltiples operadores, incluyendo Metrópolis Intercom—propiedad del Grupo Claro, CTC y El Mercurio—y un grupo de cableoperadores regionales propiedad de quien se transformaría más tarde en su controlador, Liberty Global, la que adquirió en 2014 el 20% del paquete accionario que Álvaro Saieh mantenía en la compañía a través de VivoCorp. 
Durante la década de 2000, VTR nuevamente transforma su modelo para ofrecer servicios de acceso a Internet banda ancha a sus abonados en una red híbrida de fibra óptica y cable coaxial, siendo la primera operadora de telecomunicaciones chilena en ofrecer este producto a consumidores; más tarde, la compañía sumaría servicios de telefonía fíja y televisión sobre IP sobre la misma red, consolidando su dominancia de mercado bajo el modelo "Triple pack". A la oferta se sumaría en 2013 VTR Móvil, una fallida incursión como operador de telefonía móvil 4G tras adjudicarse espectro junto a WOM en la licitación de la banda AWS por parte de SUBTEL. VTR Móvil, como operador móvil virtual (OMV), funcionó bajo la red de Movistar Chile hasta 2023. Actualmente, opera utilizando la red de Claro Chile, con WOM como red de roaming en áreas donde Claro no tiene cobertura.    
Tras una masiva fuga de clientes post-pandemia, a finales de septiembre de 2021 VTR anunció el establecimiento de un joint-venture con Claro Chile en un comunicado conjunto de Liberty Latin América y América Móvil, matrices de ambas compañías; la nueva empresa conjunta fue denominada ClaroVTR. En octubre de 2022 la Fiscalía Nacional Económica autorizó la fusión, pero exigiendo la venta del negocio de televisión satelital operado por Claro, dada la prohibición histórica de la misma FNE que le impide a VTR desde 2004 ofrecer dichos servicios.
A inicios de 2023 VTR trasladó su campus corporativo a las oficinas de Claro Chile en Ciudad Empresarial, Huechuraba, dejando atrás su ubicación histórica de Avenida Apoquindo, en Las Condes. 
Desde el año 2024, VTR es propiedad de la multinacional América Móvil en un 91% y Liberty Media en un 9%.
El lunes 28 de julio del 2025 AMX informa que ha adquirido todas las acciones de LLA, convirtiéndose en el único propietario de ClaroVTR.

## Historia

### Inicios y desarrollo (1928-1990)
VTR fue fundada el 26 de septiembre de 1928 como «Vía Trans Radio Chilena Compañía de Radiotelegrafía» a partir de la inversión en conjunto realizada por la Radio Corporation of America, la Marconi Wireless Telegraph Company, la Compagnie Generale de Telegraphie sans Fils y la Telefunken Gesellschaft. La empresa prestaba servicios radiotelegráficos dentro y fuera del país, siendo una de las primeras compañías privadas de telecomunicaciones en Chile. Su primer presidente fue Emiliano Figueroa Larraín, y su primer gerente fue Alberto Sottorff.
Hacia la década de 1980, VTR se convirtió en la primera empresa en ofrecer el servicio de discado directo automático e introducir al país tecnologías como la fibra óptica, el fax y las redes de transmisión de datos, entre otras.[cita requerida] En 1986, la compañía francesa Thomson—dueña del 25% de la propiedad—vende su participación al Grupo Luksic, tomando este último el control de la empresa a través de Antofagasta PLC.

### Telefonía celular, larga distancia y TV por cable (1990-1996)
El decaimiento del negocio del télex coincidió con el desarrollo de la telefonía celular en el país. En este último negocio, VTR tuvo una particular relevancia tras obtener una de las primeras licencias de operación de dicho servicio en el país asociándose estratégicamente con Telefónica Chile, formando así Startel.[cita requerida]
En 1993, se constituyó Telecable Sur S.A, primer paso dado por VTR en la industria de la televisión pagada; luego, adquirió el 75% de la empresa Maxivisión, único operador en Chile de tecnología inalámbrica MMDS para televisión de pago vía microondas a través del servicio TV Max que operaba en el sector oriente de Santiago. De esta forma, se puso en marcha un ambicioso plan para el desarrollo de esta línea de negocios en la industria de las telecomunicaciones. A fines de ese año, se consolidaron todas las empresas del grupo VTR bajo VTR Inversiones, estructurándose en tres grandes áreas de negocios: larga distancia, telefonía básica y telefonía celular.
Durante 1994, VTR adquirió varias redes regionales de TV cable en la zona sur de Chile y cerró el año con 46 mil hogares abonados; En 1995 la norteamericana Southwestern Bell Corp. (SBC) adquirió el 49% de la empresa. La filial VTR Telecable continuó integrando cableoperadores hasta que en octubre de 1995 adquiere Cablexpress: fundada sólo un año antes, propiedad de Andrés Navarro (controlador de Sonda) y Carlos Alberto Délano, contaba con 50 mil abonados en el surponiente de la capital y los derechos de transmisión televisiva del Campeonato Nacional de Fútbol. De esta manera, se forma VTR Cablexpress.[cita requerida]
En 1996, VTR Cablexpress pasa a ser parte de VTR Hipercable (VTR Cablexpress, TV Max y, desde 1997, la representación local de DirecTV) tras fusionarse estratégicamente con la norteamericana United International Holdings—hoy Liberty Media—la que pasó a controlar el 34% de la compañía. UIH controlaba operadores en el norte de Chile a través de su filial STX, y en la zona central del país bajo la marca Cablevisión. De este modo, VTR logró consolidar en un corto plazo una red nacional de televisión pagada.

### Banda Ancha, "Triple Pack" y entrada a la Alta Definición (1997-2009)
Durante 1997, VTR Cablexpress desarrolló sobre su red HFC (híbrida de fibra óptica y cable coaxial) el servicio de telefonía local, iniciando así el proyecto tecnológico que le permitiría expandir este servicio a las principales ciudades del país y competir como un actor integral en el sector telecomunicaciones del país. También durante ese año, VTR firmó un contrato de exclusividad con Galaxy Latin America, convirtiéndose en la primera empresa en América Latina y el Caribe en ofrecer televisión satelital bajo la marca DirecTV.
Sobre la base de la red HFC bidireccional, en 1998 comienza el desarrollo del primer servicio de acceso a Internet banda ancha del país, el que debutó en 1999; ese mismo año, UnitedGlobalCom adquiere a Southwestern Bell y Quiñenco (Grupo Luksic) el 63% restante de la filial VTR Cablexpress S.A, controlando el 100% de la propiedad y transformando la compañía en VTR Globalcom S.A.
En 2004, VTR lanza el Triple Pack, su oferta paquetizada de televisión pagada, telefonía fija y acceso a Internet; cambia su razón social a VTR Banda Ancha (Chile) S.A. y presenta su eslogan Intégrate, sorpréndete. En abril de 2005, anuncia su fusión con Metrópolis Intercom, al momento del anuncio, 50% de la propiedad de Metrópolis ya estaba en manos de Liberty Media International, Inc. (LMI) y la restante en manos del Grupo Claro. A fines de ese año, VTR comienza la marcha blanca de su servicio de TV digital en dos de sus mercados clave, las comunas de Las Condes y La Florida.
A cambio de su participación en Metrópolis, el Grupo Claro recibió el 20% de la propiedad de VTR y una opción para requerir a la matriz de VTR, UnitedGlobalCom Inc. (UGC) la compra de sus acciones en la compañía a precio de mercado, con un precio mínimo de USD$140 millones. Esta opción de put, era pagable en efectivo o en acciones de UGC, podía ser ejercida en cualquier momento entre el primer y el décimo aniversario de la fecha de cierre de esta transacción. Por el aporte de la participación de Liberty Media International en Metrópolis, VTR reconoció una obligación a favor de LMI valorada en aproximadamente $100 millones. Adicionalmente, UGC acordó con LMI que esta obligación de VTR será transferida a beneficio de UGC si la integración de los negocios de UGC y LMI, anunciada el 18 de enero de 2004, no se concretara. UGC pagaría la transferencia de esta deuda con 10 millones de acciones Clase A de UGC a $10 por acción. Como consecuencia de la fusión, VTR asumió también la deuda que sostenía Metrópolis con Cristalerías y LMI por un valor total de aproximadamente $21 millones, y reconoció una deuda con su matriz, UGC, por un valor aproximado de $55 millones.
En 2007 debuta Vive! HD, el primer canal de alta definición en Chile y América del Sur, sólo disponible para los clientes de televisión digital, operado por Chilefilms. A finales de ese año[¿cuándo?], VTR poseía una cobertura cercana al 90% de las zonas urbanas del país, su participación en el negocio de TV pagada era de 68% a nivel nacional y poseía un 20% de participación en el negocio telefónico y del 35% en accesos a Internet.[cita requerida] En febrero de 2008, VTR ejecutó un cambio masivo en su imagen corporativa, cambiando su logotipo y su eslogan por Lo que nos gusta de la vida.
El 16 de noviembre de 2009 se hace efectivo un acuerdo entre VTR y Canal 13, donde la compañía incluye en su grilla Canal 13HD para sus abonados con decodificador d-Box Pro. A esto se suma la inclusión de las radios Play FM y Sonar FM en la selección de canales de audio, y la emisión de programas de dicho canal en el sistema VTR On Demand.

### Digitalización, conflicto con TVN y VTR Móvil (2010-2018)
El 15 de junio de 2010, TVN HD regresa a la parrilla del servicio de TV digital en Santiago y el Gran Concepción tras una polémica por los derechos de difusión de la señal en alta definición del canal estatal y para evitar evitar sanciones de SUBTEL. Tras esta acción, TVN interpuso una demanda civil contra VTR por distribuir dicha señal sin su autorización. VTR argumentó que el permiso había sido otorgado por TVN en abril de ese año, sin embargo este fue denegado a última hora, posiblemente por el acuerdo firmado por DirecTV Chile y TVN para la exclusividad de los derechos de retransmisión del mundial de Sudáfrica 2010 en alta definición.
El 25 de junio de 2010 VTR y TVN llegan a un acuerdo extrajudicial, el que autoriza a VTR a emitir TVN HD en todo el país sin costo adicional una vez finalizado el mundial de fútbol; además, permitió que la señal siguiera en la grilla en las zonas donde ya era transmitido, y estableció una indemnización por parte de VTR a TVN por una cantidad no revelada. El acuerdo incluyó también la distribución de contenidos del canal en su plataforma VOD.
El 1 de julio de 2010, VTR procedió a encriptar todos los canales HD nacionales en su plataforma; Subtel le exigió a VTR que solamente los canales de televisión abierta exclusivamente a sus clientes contratados, en gran medida originado por la exigencia de TVN[cita requerida]. A partir de esa fecha, ni Canal 13 HD ni TVN HD pudieron verse usando un televisor con norma americana ATSC/QAM. El 19 de julio, debido a los reclamos de los clientes, VTR decidió dar marcha atrás y le quitó el encriptado a Canal 13 HD, por lo que pudo verse en televisores con norma ATSC sin necesidad de un decodificador.
El 1 de agosto, el canal 24 Horas fue agregado a la grilla en todas las ciudades con solo servicio analógico disponible como parte de la reparación que debe hacer la empresa a TVN por el uso no autorizado de TVN HD durante el mes de junio, y su posterior llegada a la grilla HD de VTR, a nivel nacional.
En abril de 2012, comenzó a implementar su servicio de telefonía celular. El 16 de mayo de ese año, lanzó oficialmente VTR Móvil en Chile. El 31 de enero de 2015, según dispuesto por tribunales y a petición de TVN, deja de estar disponible TVN HD. El 10 de junio, VTR volvió a habilitar TVN HD en el canal 707, esta vez con cobertura nacional, con motivo de la transmisión de la Copa América Chile 2015, para todos los clientes con planes HD.
En agosto de 2016, Turner Broadcasting System le compró el 50% de la propiedad del canal CNN Chile a VTR, completando el 100%.
Al cuarto trimestre de 2020, VTR tenía 1.060.000 de suscriptores, equivalentes al 32,5% del mercado de televisión paga en el país.

### Últimos Años y fusión con Claro (2019-presente)
Durante la Pandemia de COVID-19 en Chile se produjo una serie de confinamientos, lo que se tradujo en un aumento de Teletrabajo, Educación a distancia y Telemedicina, sumado al aumento de consumo de Televisión por cable, de Videojuego en línea y de plataformas de Streaming, lo que generó un uso intensivo de la red de Internet en Chile y en particular la red de VTR, que hacia inicios del 2020 concentraba cerca del 33,8% de las conexiones de banda ancha en Chile. El consumo de datos por usuario llegó a 335,5 GB en internet fija de VTR en abril del 2020, promediando un consumo por hogar de 1,34 TB mensualmente.
Lo anterior se tradujo en sucesivos cortes de servicio, en distinta frecuencia y duración durante el año 2020 y 2021, en mayo del 2020, VTR se disculpa por constantes caídas del servicio en crisis sanitaria, señalando que “No podemos estar a la altura” señalando que "el tráfico explotó un 40 por ciento en marzo".
Desde marzo a junio del 2020, el SERNAC recibió más de 11 mil reclamos contra VTR, lo que representa un aumento de casi 270%, la mayoría por problemas de señal en servicios de internet, la empresa también lideró las solicitudes de término de contrato, concentrando el 41% del total, a diciembre del 2022, VTR había perdido 310 mil clientes, lo que se tradujo en una pérdida de US$ 519 millones.
Si bien VTR implementó desde finales de 2020 diversas medidas de contingencia para aumentar su capacidad técnica, reducir costos y mejorar su red—incluyendo la incorporación de mayor tecnología en sus routers—, estas acciones no evitaron la presentación de múltiples demandas colectivas en su contra, incluso una interpuesta por el Servicio Electoral de Chile. Por su parte, VTR niega la existencia de cortes generalizados del servicio, argumentando que las interrupciones en el acceso a Internet se deben principalmente a cortes de fibra ocasionados por actos vandálicos
En septiembre de 2021, VTR anunció que está trabajando en cambiar y actualizar su red de internet fijo, a una red nueva, basada en fibra óptica, el objetivo de la operadora es crear 5 millones de nuevos puntos de conexión para fines de 2025, hecho que se materializo hacia marzo del 2024, vía un arriendo de la infraestructura de Fibra hasta la casa de Telefónica Chile—llamada On*Net— el 3 de agosto del mismo año, VTR empezó a reemplazar progresivamente sus d-BOX por un nuevo servicio llamado NextGen TV de VTR, basado en IPTV y con nuevos equipos llamados d-BOX SMART.
En octubre de 2021, VTR y Claro Chile anunciaron su fusión, con el objeto de crear una nueva empresa—controlada 50/50 por cada ex-empresa—que desarrolle tecnología de quinta generación, enfocada en entregar servicios de Internet con señal 5G y conexión de Fibra Óptica. Aprobada la fusión, se le exigió a la empresa la venta del negocio satelital y la venta de 10MHz en la banda de 3.5GHz y 10MHz en la de AWS.
Sin embargo, solo Claro Chile le inyectó capital, no así VTR, por consiguiente América Móvil—la filiar central de Claro Chile—decidió que tomaría el control del 91% de las acciones de la compañía -dejando VTR con apenas un 9%-, lo que significaria su fin, dicha operación fue aprobada en fase 1 en octubre del 2024.

## Controversias

### Servicio de internet
El servicio de internet es frecuentemente criticado por las medidas de regulación de acceso a internet (Traffic shaping) ejercidas por la compañía, lo cual queda demostrado en el hecho de que VTR adquirió un equipo Nortel (SHASTA 500).
Ahora, VTR provee de una caché para contenidos populares transmitidos tanto por redes peer to peer, sitios de vídeos como YouTube y de páginas web, la cual funciona de forma transparente para los clientes.
En 2012, Subtel ordenó a VTR rebajar precio de plan según la velocidad que realmente ofrece, por lo que la compañía sufrió un duro revés. El caso se hizo conocido por ser el primero en que la ley de neutralidad actúa.

### Censura
Durante 2005 y hasta principios de 2007, VTR continuamente censuraba el segmento de animación de Cartoon Network Adult Swim, ya que según sus observaciones, Cartoon Network debía ser un canal infantil en su totalidad; es decir, no era posible incorporar series para el público adulto en el canal. Los responsables de la señal argumentaron haber realizado un estudio, según el cual el público que sintonizaba Cartoon Network de las 0:00 a las 2:00 de la madrugada era mayoritariamente infantil (de 4-12 años exactamente), por lo que era imposible colocar contenido adulto en el horario de trasnoche. Por este motivo, el canal y la empresa acordaron emitir Adult Swim en una señal aparte, como si fuera un canal independiente. Para ello se necesitaba tener el decodificador premium, debido a que Adult Swim se emitiría en reemplazo del canal de películas de VTR. Fue transmitido en el canal 63, una señal alternativa de la parrilla básica de canales que funcionaba sólo con decodificador, de 1:00 a 3:00, con repeticiones. Esto motivó a los usuarios a realizar campañas en contra de la empresa;[cita requerida] una de ellas fue "tega división", la cual en conjunto con otras páginas, logró que VTR reintegrara el segmento aludido a las pantallas en la frecuencia original.
En 2007, grupos religiosos pidieron a VTR que se censurara la serie de MTV Papavilla, llegándose incluso a instancias judiciales en las cuales salió favorecida VTR, transmitiéndose así la serie de TV finalmente.

### Cobertura de servicios
Desde la fusión entre VTR y Metrópolis, habitantes de las comunas de Santiago, Renca, Curacaví, Lo Espejo, Cerro Navia, Lo Prado, La Pintana, San Ramón, La Florida, Quilicura, El Bosque, Calera de Tango, entre otras, han convocado a cadenas de cartas y reclamos contra la empresa, ya que ninguno de sus servicios llega a estos lugares, lo cual indigna a gran parte de la población de estas comunas, ya que la única opción disponible es Movistar tanto para internet como teléfonía, provocando sensaciones de discriminación, siendo que son comunas de la Región Metropolitana, se han creado grupos refiriéndose al tema, aunque ya existen lugares de estas comunas que están siendo cableados por la compañía, la idea es expandir su servicio a más clientes y aprovechar el descontento que existe hacia los servicios de Movistar. Además, debe hacer frente a la arremetida de Claro en su intento de abarcar a más clientes hacia sus servicios de telecomunicaciones para el hogar.[cita requerida]

### Traslado del canal Teletrak
Desde el 3 de febrero de 2009, seguidores de la hípica presentaron varios reclamos en contra de VTR por mover desde la grilla básica a la del d-BOX HD el canal Teletrak TV, tras los reclamos, el canal debió poner una señal en línea en la sección de deportes del portal terra.cl.[cita requerida]

### Conflicto con CDF por retiro de su señal
El 4 de febrero de 2010, luego un fallido intento de negociaciones con el canal CDF, este desapareció de la grilla, tanto la señal básica como la señal premium, colocando en dichas señales un comunicado en el cual VTR responsabiliza al canal, al intentar aumentar su tarifa, en casi un 100%, para la señal premium y de casi un 150%, para su señal básica, condición a la que VTR no habría aceptado, eliminando sus señales de la grilla.
En ese momento, esto causó reclamos de varios clientes que tenían contratado el canal CDF en el plan premium y debido a esto, VTR abrió sin costo la señal de Fox Sports durante el mes de febrero y CDF se dejó de cobrar a partir de ese momento. Los clientes que tenían contratados ambos planes, se les entregó también por febrero, el pack LAPTV completo sin costo.[cita requerida]
En reemplazo del CDF en su señal básica, el cableoperador creó el canal SED (Sala de Eventos Deportivos), el cual presentó programación similar a la del canal Vive! Deportes, emitiéndose algunos programas de esta señal, archivo de partidos de fútbol de la época de VTR Cablexpress, y transmisiones de radio de los partidos, en cooperación con ADN Radio.
Finalmente, el 9 de febrero de 2010, VTR y CDF (actual TNT Sports) llegaron a un acuerdo, reponiendo la programación habitual. Sin embargo, no se conocen detalles concretos de este acuerdo.

### Conflicto con TVI Filmocentro por retiro de sus señales
El 23 de febrero de 2016, el 22º Juzgado Civil de Santiago, acogió la denuncia presentada por Filmocentro S.A., empresa propietaria de Vía X, Vía X 2, Zona Latina y ARTV, por lo que obliga definitivamente a VTR a mantenerlos en su grilla de canales, y en paralelo, la justicia prohíbe al cableoperador, informar a sus clientes de sacar a esos canales de la grilla, argumentando que VTR “no puede realizar ningún acto material o jurídico, que suponga el término de la transmisión, de los contenidos televisivos de estos canales”, por lo que el cableoperador, debe mantener obligatoriamente, el contrato que tiene con Filmocentro S.A.. 
El 9 de marzo, VTR y Filmocentro S.A. suspendieron por 20 días hábiles, la tramitación de una medida prejudicial precautoria y de un procedimiento arbitral, en el marco del conflicto surgido por el retiro, anunciado el 17 de febrero por la mayor cableoperadora del país, de los canales ARTV, Zona Latina y Vía X (en estándar) y Vía X 2 (en HD). Lo convenido, también contempla el inicio de una negociación entre las partes, de carácter reservada y apuntando a conseguir un acuerdo. 
El 13 de mayo, VTR confirmó que finalmente hará efectivo el reemplazo de Vía X, Zona Latina, ARTV, y Vía X 2 (en HD), los cuales serán reemplazados, por las señales estándar de Paramount Network, Sundance Channel y Nat Geo Wild y BBC Entertainment HD, respectivamente. Según explican, "el dueño de las señales Zona Latina, Vía X, Vía X 2 y ARTV, rechazó por tercera vez la oferta de VTR, de mantener en su grilla de canales—al mismo precio—, las señales Vía X HD y ARTV".
El 13 de julio, cumplido los 60 días, durante la madrugada, VTR retiró de su parrilla los canales de TVI, siendo reemplazados por Sundance Channel, Paramount Channel, Nat Geo Wild y BBC Entertainment, respectivamente.
En 2019, la Corte Suprema ordenó a VTR reincorporar los canales de TVI Filmocentro, por lo cual, el 16 de agosto de 2019 a las 01:00, realizó el cambio y retiró de su grilla a los canales América TV, Antena 3 Internacional (excepto su señal HD), TVE Internacional y El Trece Internacional HD.

### Reemplazo de otras señales

#### AMC Networks International
El 1 de enero de 2019, VTR retiró los canales de AMC Networks International, dentro de los cuales se encontraban AMC, El Gourmet, Europa Europa, Film & Arts, Más Chic y Sundance TV. Tras su salida, estas señales fueron reemplazadas por Azteca Cinema, Atrescine, Atreseries, Mega Plus, Nick Jr., Cocina Viva y las señales HD de Discovery Science y BBC World News. La salida de las señales de AMC provocó molestia entre los clientes de la cableoperadora.

#### ViacomCBS
El 17 de abril de 2020, VTR retiró el canal de ViacomCBS Networks Americas, cuyo canal es VH1, siendo reemplazado por Disney XD y 13C respectivamente, además de los canales MTV Dance, MTV Hits, VH1 Mega Hits, MTV Live HD y VH1 HD lo que causó molestia en los televidentes.

#### NBCUniversal (y su posterior regreso)
El 30 de junio de 2020, VTR retiró los canales de NBCUniversal International Networks, dentro de los cuales se encontraban Universal TV, Studio Universal y Syfy, siendo reemplazadas por Comedy Central, History 2, ETC, Mega Plus y 13C (en Antofagasta). Sin embargo, en marzo de 2022, se anunció que Universal TV, Studio Universal y Syfy, regresarán a la oferta de la proveedora.

#### Disney Media Networks Latin America
El 1 de febrero de 2022 los canales de Star Premium cerraron sus emisiones.
El 31 de marzo de 2022, VTR retiró varios canales de Disney Media Networks Latin America, debido al anuncio del cese de emisiones de algunos de estos. Las señales retiradas fueron Star Life, FXM, Disney XD, National Geographic, National Geographic Wild, Nat Geo Kids, Star Channel, FX y Cinecanal (este último canal aún sigue existiendo), siendo reemplazadas por el paquete de señales de NBCUniversal International Networks (Universal TV, Studio Universal y Syfy), que regresan al cableoperador, además de los canales debutantes Rec TV (canal retro de Canal 13), Mega Ficción (canal de las teleseries de Mega), DreamWorks Channel, Food Network, Love Nature y Senpai TV. Además ingresó el nuevo canal, Docu.

#### Cese de transmisiones de TBS y debut de TNT Novelas
El 26 de junio de 2023, VTR fue informado que el canal TBS dejó de existir, por decisión de Warner Bros. Discovery Latin America, siendo reemplazado por el naciente canal TNT Novelas, ocupando las señales que usaba TBS (223 en señal digital de Santiago y 771 HD a nivel nacional).

#### Cese de transmisiones de TruTV y debut de Adult Swim
El 31 de octubre de 2023, VTR se enteró de que el canal TruTV dejó de existir, por decisión de Warner Bros. Discovery Latin America, siendo reemplazado por el naciente canal Adult Swim, que ocupa las señales (Analógica y HD) que usaba el canal antecesor.

#### Cese de transmisiones de señales de Sony y A&E Networks y reincorporación de señales de Disney y AMC Networks
El 29 de diciembre de 2023, VTR anunció que a partir del 1 de marzo de 2024, el cableoperador sacará de su grilla de canales a los canales de Sony Pictures (Sony Channel y AXN) y de A+E Networks (A&E, History, History 2 y Lifetime), además de las 3 señales de Warner Bros. Discovery Latin America (I.Sat, Glitz y Much), que desaparecieron a fines de febrero de 2024 y para reemplazarlos, VTR reincorpora a los canales de Disney Media Networks Latin America (Cinecanal, Star Channel, FX y National Geographic, que salieron de la grilla de VTR, en marzo de 2022 y que curiosamente, los 4 canales mencionados fueron sacados, de la grilla de canales del pequeño cableoperador Zapping TV, en enero de 2024) y de AMC Networks International (AMC, Film & Arts y Más Chic, que fueron sacadas de la grilla de VTR, en enero de 2019). Además, VTR incorpora por primera vez a los canales Telemundo Internacional y Bío-Bío TV (canal chileno derivado de la famosa Radio Bío-Bío).

#### Más señales de ESPN
El 15 de febrero de 2024, VTR junto a los otros cableoperadores del país, reemplazaron las señales de Fox Sports, por más señales de ESPN (ESPN 4, ESPN 5, ESPN 6 y ESPN 7), además de cambiar el nombre de Fox Sports Premium por ESPN Premium, en el paquete premium de señales del canal, cuyo anuncio fue por decisión de Disney Media Networks Latin America (empresa propietaria de ESPN).

#### Cese de transmisiones de señales de Paramount Global y TelevisaUnivision
El 31 de enero de 2025, VTR anunció nuevos cambios para su grilla de canales, que serán efectivas a partir del 1 de abril del mismo año. Entre los canales que llegan y que además, serán debutantes en el cableoperador, se destacan CDO (que estuvo brevemente en VTR en 2014, utilizando la señal del Canal Vive, para la transmisión de los Juegos Suramericanos y Juegos Parasuramericanos de Santiago 2014, pero ahora será su primera vez, como canal oficial de la grilla de VTR), TVN3 (canal retro de TVN y que en Chile, aparece solamente en Zapping TV), France 24 en Español, Kanal D Drama, Plim Plim TV, Kidoo, Edye, L1 Max (canal relacionado con el fútbol peruano) y 3 canales de la plataforma de streaming Universal+ (Universal Cinema, Universal Comedy y Universal Reality), mientras entre los que salen de la grilla, aparecen TyC Sports, GolTV, Tooncast, 6 canales de Paramount Global (Paramount Network, MTV, Nick, Nick Jr., Comedy Central y Telefe Internacional) y 3 canales de TelevisaUnivision (Las Estrellas Internacional, Golden Edge y Golden Plus), causando así la molestia de todos sus clientes. Además, VTR incluyó en su lista de streaming, al emergente streaming deportivo Fanatiz, cuya suscripción al emergente streaming deportivo, dura hasta el 31 de diciembre de 2025.